# Archiv Kosova
Archiv Kosova (albánsky Arhivi i Kosovës, srbsky Arhiv Kosova) je hlavní institucí, která se věnuje archivní činnosti na území Kosova. Mimo to provádí také odbornou činnost, vydává publikace, pořádá přednášky apod.
Sídlí v Prištině, hlavním městě, na ulici Rruga B. V jeho čele stojí ředitel a sedmičlenná Správní rada.

## Historie
Začátky Archivu spadají do konce druhé světové války, kdy byly na území tehdejší Jugoslávie zakládány archivy na úrovni jednotlivých republik, okruhů (nižších správních jednotek) a v případě Srbska i na úrovni autonomních oblastí. Archiv byl na úrovni Kosova ustanoven při Oblastním sekretariátu pro školství a kulturu. Od roku 1951 zněl název organizace Kosovský státní oblastní archiv. Následně bylo zajištěno financování na odpovídající úrovni pro instituci tohoto charakteru a významu. 
Od roku 1965 patřil kosovský archiv pod přímý dozor Oblastní výkonné rady, tj. kosovské vlády. 
Po roce 1968 byly zřizovány archivy na úrovni jednotlivých okruhů na území Kosova a také některých větších obcí a měst. Byly ustanoveny nové v Prizrenu, Peći, Mitrovici, Gnjilanu a v Prištině, stejně jako v Đakovici. Ve své současné budově sídlí od roku 1977, tehdejší noviny Rilindja ve své době moderní budovu s plochou 7200 m2 prezentovaly jako klíč k modernizaci oblasti; mimo jiné se zde nacházelo moderní vybavení potřebné pro kvalitní archivnickou práci. V tajné místnosti byly schraňovány klíčové dokumenty celostátního významu, byla vybavena speciálními dveřmi, které měly odloat výbuchům. Původní budova byla předána kosovskému katastrálnímu úřadu.
V roce 2003 byl ustanoven zákonný rámec pro provoz archivu v současné podobě v rámci správy UNMIK.
Dnes je celá síť archivů v Kosovu spravována místním ministerstvem kultury, mládeže a sportu. Archiv je však dlouhodobě ve špatném stavu, objevuje se zde často prach a vybavení neodpovídá potřebám 21. století. Uschované dokumenty jsou někdy v nevyhovujícím stavu.

## Archivní materiály
Nejstarší dokumenty místního fondu pochází z doby existence Osmanské říše; ten skutečně nejstarší z roku 1437. Kosovský archiv nicméně nemá žádné materiály o válečných zločinech z období války v Kosovu v letech 1998 a 1999.
Kdyby se veškeré materiály kosovského archivu seřadily za sebou, dosáhly by délky 4,5 km.